# Pterygogramma pallidipes
Pterygogramma pallidipes är en stekelart som först beskrevs av Girault 1915.  Pterygogramma pallidipes ingår i släktet Pterygogramma och familjen hårstrimsteklar. Inga underarter finns listade i Catalogue of Life.